# Argiope reinwardti
Argiope reinwardti — вид павуків-колопрядів з всесвітньо поширеного роду Argiope. Великі, яскраво забарвлені самиці більші в декілька разів за дрібних самців. Живиться великими комахами. Отрута слабка, для людини безпечні. Поширені у Південно-Східній Азії та західних островах Тихого океану — від Малайзії до Нової Гвінеї.
Видову назву павук отримав на честь нідерландського ботаніка німецького походження Каспара Рейнвардта.

## Опис
Черевце самиці п'ятикутної форми, з 3 широкими білими поперечними смугами.

## Спосіб життя і поведінка
У Новій Гвінеї зустрічається на межі лісу на схилах гір або навіть на прибережних скелях. Павутина з хрестоподібним стабіліментом, часто є лише одна діагональна смуга чи стабілімент відсутній взагалі. Самиця павука сидить в центрі павутини, коли її тривожать, падає на землю та підгинає ноги до тіла. При цьому черевний бік черевця миттєво темніє за рахунок скорочення світлих клітин та зливається з навколишнім ґрунтом.

## Розповсюдження
Поширені на Малайському півострові, островах Індонезії, острові Нова Гвінея.

## Підвид
Підвид A. r. sumatrana зустрічається на Суматрі.